# Резенде, Гарсия де
Гарси́я де Резе́нде (порт. Garcia de Resende),  (около 1470, Эвора — 1536, Эвора) — португальский поэт и историограф эпохи Возрождения, придворный. В историю португальской литературы вошёл как составитель поэтической антологии «Всеобщий песенник» (Cancioneiro Geral, 1516) и один из её авторов. Написал «Хронику Жуана II»  (Crónica de D. João II), изданную посмертно в 1545 году.

## Биография и творчество
Родился в знатной семье, из которой также происходили известные гуманисты Андре де Резенде (André de Resende) и  Андре Фалкан де Резенде (André Falcão de Resende). Будучи современником Жила Висенте и Франсишку де Са де Миранды, обрёл славу как поэт, составитель «Всеобщего песенника» и автор «Хроники Жуана II», хотя также занимался музыкой и рисованием, блистал своими талантами при дворах португальских королей, обладая утончённым вкусом и высокой культурой. Ещё в молодые годы благодаря протекции дяди по линии матери стал секретарём короля Жуана II и завоевал дружеское расположение монарха. В 1498 году вошёл в свиту Мануэла I во время его визита ко двору королей католиков, в 1514 году принял участие в посольстве к папе Льву X, в 1515 году был посвящён в рыцари ордена Христа. В Лиссабоне Резенде виделся с тремя королевами: Жуаной Белтранежей, Леонорой Ависской и Марией Арагонской.
Наиболее известным поэтическим произведением стали «Песни на смерть доны Инеш де Каштру» (Trovas à Morte de Dona Ines de Castro), вошедшие во «Всеобщий песенник». Сочинение было адресовано придворным дамам в качестве образца и символа трагической любви. Другие произведения любовной направленности создавались Гарсией де Резенде в жанрах кантиги, вилансете и глоссы. В представленном во «Всеобщем песеннике» корпусе поэта имеются также стихи социальной тематики, в которых автор критически осмысливал исторические перемены, переломные моменты политической жизни, морали, нравов и обычаев Португалии рубежа XV и XVI веков. «Всеобщий песенник» являет собой важнейший источник, без которого было бы невозможно составить представление о значительном пласте португальской и испанской поэзии, созданной при дворах королей Афонсу V, Жуана II и Мануэла I.
В 1530 году Гарсия де Резенде обосновался в Эворе, где в период с 1530 по 1533 год работал над «Хроникой Жуана II», использовав материал Руя де Пины и собственные заметки и воспоминания. Данное сочинение уникально для понимания общества той эпохи. Первое издание «Хроники» вышло в 1545 году и затем неоднократно переиздавалось (2-е издание — 1554, 1596, 1607, 1622, 1752, 1788, 8-е издание — 1902, 1973). В те же годы создавалась «Литературная смесь» (Miscelânea, полное название: Miscellania de Garcia de Resende e variedade de historias, costumes, casos e causas que em seu tempo aconteceram) — поэтический отклик на наиболее значимые исторические события в Европе и Португалии с середины XV века до первых десятилетий XVI века. 
В предисловии издания сочинений Гарсии де Резенде 1902 года Ж. Перейра указал, что наиболее полные биографические данные о их авторе собрал авторитетный исследователь генеалогий Анселму Браамкамп Фрейре (Anselmo Braamcamp Freire) в работе As sepulturas do Espinheiro.

## Издания
- 1516 — Cancioneiro Geral (составитель антологии и автор части произведений)
- 1545 — Lyvro das Obras de Garcia de Resende (посмертный сборник сочинений включил Crónica de D. João II)
- 1554 — Livro das Obras de Garcia de Resende (дополненное переиздание посмертного сборника сочинений 1545 года с включением исторических заметок и Miscelânea)

В 1902 году вышел 3-томный сборник, воспроизводивший издание 1622 года и включивший «Хронику Жуана II», исторические заметки и «Литературную смесь» (Miscelânea):
- Resende G. de. Crónica de El-Rei D. João II : Contendo a interessantissima Miscellania conforme a edição de 1622 :  [порт.] : in 3 vol. / Garcia de Resende. — Lisboa : Escriptorio, 1902. — 160; 159; 240, XIV p. — (Bibliotheca de Classicos Portuguezes).